# Selezione femminile di football americano della Catalogna
La selezione di football americano femminile della Catalogna è la selezione maggiore femminile di football americano della FCFA.
Non rappresenta la Catalogna in nessuna competizione ufficiale organizzata della federazione internazionale IFAF o europea IFAF Europe. In queste competizioni la Catalogna partecipa all'interno dalla Nazionale di football americano femminile della Spagna.

## Dettaglio stagioni

### Amichevoli
| Stagione | Vin | Par | Per | Tot | PF | PS | avversaria                |
| -------- | --- | --- | --- | --- | -- | -- | ------------------------- |
| 2015     | 1   | 0   | 0   | 1   | 26 | 12 | Hurricanes de Montpellier |
| Totale   | 1   | 0   | 0   | 1   | 26 | 12 |                           |

Fonte: americanfootballitalia.com

### Riepilogo partite disputate
| Anno             | Luogo       | Evento     | Fase del torneo | Incontro                              | Risultato |
| 22 novembre 2015 | Montpellier | Amichevole |                 | Hurricanes de Montpellier - Catalogna | 12 - 26   |